# ピンクスライム
ピンクスライム（英: pink slime）とは、米国の食肉産業でLFTB (lean finely textured beef) ないしBLBT (boneless lean beef trimmings) と呼ばれる畜産副産物に対する批判的な呼称である。本項ではこれ以後LFTBと呼ぶ。

## 概要
食肉を取った後の牛骨に付着している肉片を先進的食肉回収システムによってこそぎ取り、加熱してから遠心分離機にかけることで脂肪を除去し、得られたペーストをアンモニアガスで殺菌したもの。増量剤として、もしくは脂肪含量を減らす目的で牛挽肉や牛肉加工品に添加される。アンモニアの代わりにクエン酸で殺菌処理を行った同種の製品はFTB (finely textured beef) とも呼ばれる。 アメリカ合衆国農務省は2001年にアンモニア処理を行ったLFTBの限定的な食品利用を認可した。
2012年3月、ABCニュースは「ピンクスライム」を標的として報道番組のシリーズを制作し、アメリカのスーパーマーケットで販売されている牛挽肉のおよそ70%にLFTBが添加されていることを報じた。これを受けていくつかの企業や団体はLFTBを添加した牛挽肉の販売を停止した。一部では、元来「ピンクスライム」は食用ではなくペットフードと食用油に使われてきたものだという主張もなされたが、2012年4月、LFTBの認可を管轄するアメリカ食品医薬品局の事務官は米国の最大手生産者ビーフプロダクツ社とともにこれに反論した。2012年9月、ビーフプロダクツはABCネットワークがLFTBについて虚偽の主張を行ったとして名誉毀損で訴えた。ビーフプロダクツが求める損害賠償は2017年時点で19億ドルに上り、同年6月28日にABCは示談の成立を発表した。和解額は少なくとも1億7700万ドルであったと見られる。ビーフプロダクツの弁護団は、これがアメリカでメディアによる名誉毀損の示談金として史上最高額だと考えている。
LFTBの規制についての方針は地域によって異なる。アメリカでは牛挽肉や牛肉加工品への添加が許可されている。アメリカ食品医薬品局は抗菌剤としてのアンモニアをGRAS（安全と認められる）リストに記載しており、アンモニアによる殺菌処理はプディングやパン・焼き菓子類など多様な食品で行われている。一方でLFTBはカナダではアンモニアを含むことから禁止されており、欧州連合でも食品利用は認められていない。消費者団体の中には、LFTBを全廃するように、もしくは牛肉へのLFTB添加の表示を義務付けするように要求する団体もあるが、一方で、LFTB問題がメディアでクローズアップされた結果、工場閉鎖など大きな波紋を呼んだことに懸念を示す団体もある。

## 製造方法と成分
LFTBの原料は先進的食肉回収システムによって骨から機械的に採取した脂肪の多いトリミング（屑肉）である。原料部位には糞便に触れる皮革に近い部分などもっとも雑菌の多い箇所が含まれる可能性がある。トリミングは42–43°Cに温められ、融解した脂肪は遠心分離機によって除去される。その後、牛肉加工物は鉛筆よりも細い管に送られ、そこで1秒未満の短時間にわたって微量のアンモニアガスにさらされる。これは大腸菌やサルモネラ菌などの細菌を死滅させるためのものである。気体のアンモニアが牛肉加工物中の水分と触れると水酸化アンモニウムが生成し、pH値を9.35にまで上昇させて微生物に損傷を与える。その後牛肉加工物は細かく挽かれてペレット状やブロック状に加圧成形され、さらにローラープレス冷凍機によって90秒間のうちに−9°Cにまで瞬間冷凍される。ローラープレス冷凍機はビーフプロダクツ社のCEOエルドン・ロスが1971年に発明した「パッケージングされた肉を2分間で冷凍」することができる装置で、1981年から同社で使われてきた。微生物の弱った細胞壁は冷凍中に氷結晶によって破られ、さらに機械的な応力が微生物を完全に破壊する。ビーフプロダクツのスポークスパーソンによるとLFTB添加挽肉の残留アンモニア量は100グラム当たり0.02グラム程度である。これは一般の食品と同程度であり、サラミやブルーチーズなどと比べて少ない。
LFTBの製造販売はもっぱらビーフプロダクツ、カーギル・ミート・ソリューションズ、タイソン・フーズによって行われている。カーギル社のFTBではアンモニアの代わりにクエン酸で殺菌が行われている。増量剤として、もしくは脂肪含量を減らす目的で牛挽肉に添加される。2012年3月時点ではアメリカのスーパーマーケットで販売される牛挽肉の70%にLFTBが添加されていたが、そのラベル表示は行われておらず、アメリカ農務省のオーガニック認証ラベルが「ピンクスライム」未使用を保証しているのみであった。ビーフプロダクツ社の主張では、LFTBの成分は94–97%が牛赤身肉（脂肪含量3–6%）であり、栄養価は通常の90%赤身挽肉と同等で非常にタンパク質に富み、鉄・亜鉛・ビタミンB群を含んでいるという。アメリカではLFTBを15%まで含んでいても「牛挽肉 (ground beef)」と表示することができる。2005年までは挽肉増量剤の添加は25%まで可能だった。フードエディターで料理書の著者でもあるJ・M・ハーシュは、LFTBを含むと見られる挽肉と、昔ながらの挽肉で作ったハンバーガーを食べ比べたレビューをAP通信から配信した。ハーシュの言葉では、LFTBを含むハンバーガーも香りは劣らないが、ジューシーさが足りず風味も弱かったという。
2002年、アメリカ農務省に所属する微生物学者が、LFTBには結合組織が含まれているため挽肉とみなすことはできず、「栄養的にも等価ではない」と主張した。ビーフプロダクツのスポークスパーソンであるリック・ジョーカムは2012年に、自社のLFTBには牛の腸や腱などの結合組織は含まれていないと発言した。

## 当初の利用状況

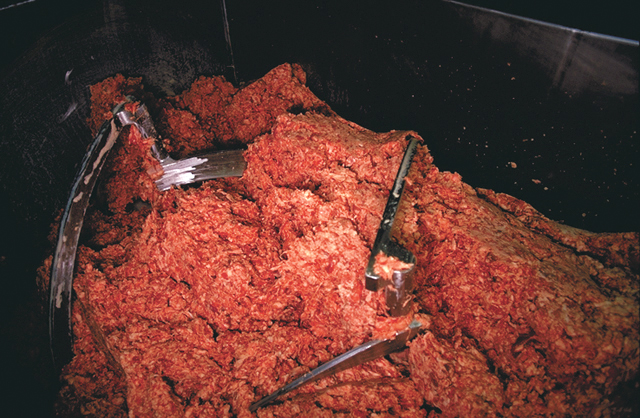
LFTB無添加の牛挽肉。アメリカ農務省が提供した牛挽肉製造工程の画像より。

ビーフプロダクツ社は1980年代の初めからLFTBと似た製品を生産してきた。当初は"fat-reduced tissue"、"partially defatted tissue" のような名も使われていた。1990年、アメリカ農務省の食品安全検査局は基本的なLFTBの製造技術に使用許可を与えた:26。1993年には遠心分離器による脂肪除去処理が農務省から認可された。1994年、牛肉の病原性大腸菌による健康被害に対する懸念が広がっていたことを受けて、ビーフプロダクツ社の創立者エルドン・ロスは「pH向上システム」を開発した。これは肉を消毒するため無水アンモニアガスを吹き込み、−2 °Cで瞬間冷凍し、機械的に加圧するというものだった。
現在の形のLFTBが販売され始めたのは2001年のことである。この年、食品安全検査局はローラープレス冷凍機の前段工程としてpH向上システムを用いる技術を許可するとともに、その産物を食品添加物として利用することも許可した。また、アンモニアは「加工助剤」であってラベルに成分として記載する必要がないというフードプロダクツの案も受け入れられた。食品安全検査局の微生物学者カール・カスターとジェラルド・ザーンスタインはLFTBの食品利用認可に反対し、それは「肉」ではなく「廃物 (salvage)」であり農務省が独立に安全性を試験するべきだと述べたが、退けられた。ビーフプロダクツ社は2003年に問題の殺菌プロセスの有効性と安全性を試験するようアイオワ州立大学の研究者に依頼したが、LFTBやLFTB含有牛挽肉に安全面での問題は見つからなかった。
「ピンクスライム」という呼び方はLFTBの「特徴的な外観」を指したもので、ザーンスタインが2002年に食品安全検査局内のメールで初めて使ったものである。ザーンスタインは、アンモニアで処理されたトリミングを添加物として含む牛挽肉パックにはその旨を記載すべきだと主張するとともに、「私はあんなものを挽肉とは認めないし、挽肉への添加を許可するのはラベル詐欺だと思う」と述べた。
2007年、農務省は問題の殺菌プロセスが非常に効果的だと評価して「一般に販売されるハンバーガー肉の定期検査」からビーフプロダクツ社を免除した。同年にビーフプロダクツ創業者エルドン・ロスは国際食品保全学会から食品安全性の向上に関するブラックパール賞を受賞した。また同年から翌年にかけて食肉関係の業界団体から業界への貢献を表彰された。
『ニューヨーク・タイムズ』は2009年12月の調査記事でこのプロセスを受けた肉の安全性に疑問を投げかけ、殺菌効率が低い条件で処理が行われる可能性を指摘した。この記事では「ピンクスライム」という侮蔑的な用語が初めて一般に対して使用された。同紙は2010年1月の社説でこの懸念を再び俎上に載せたが、一方でビーフプロダクツ社の食肉が疾患や集団食中毒を引き起こした例がないことも指摘した。
ジェイミー・オリヴァーはテレビ番組『ジェイミー・オリヴァーのフード・レボリューション』2011年4月12日放映回において、食料供給や学校給食に「ピンクスライム」が用いられていることを厳しく批判した。番組中でオリヴァーは、「ピンクスライム」への嫌悪感を伝えるため、遠心分離器に見立てた洗濯機に牛肉トリミングを投げ込んだり、質の低い挽肉に「アンモニア水溶液」を注ぎかけるデモンストレーションを行った。オリヴァーは「「ピンクスライム」のことを知ったら誰も食べたいと思わない。子供だろうが、兵士や高齢者だろうが、みんな嫌がるよ」と述べている。アメリカ食肉協会とビーフプロダクツ社は反論のYouTube動画を制作し、そこに登場したテキサスA&M大学のゲイリー・エイカフはオリヴァーの主張のいくつかに異議を唱えてLFTBを推奨した。
後述する名誉棄損裁判の証言録取書において明かされたところでは、ビーフプロダクツを退職した元従業員たちは、LFTBは厳密には肉ではなく、消費者は添加の事実を知る権利があると考えていた。

## ABCニュースの報道
2012年3月、ABCニュースが配信した全11回にわたるニュース特番によってLFTBへの関心が高まり、一般消費者の間に不安が広まった。それに続く報道の中で、LFTBは「つまりは屑肉を圧縮して固め、抗菌剤で処理したもの」と説明されたり、「食料生産の工業化が食欲を失わせる一例」と呼ばれたりした。
「[LFTBは]食欲をそそらないが、ハンバーガーに普通に入っている他の添加物がそれよりましというわけではない」と言ったのは、非営利団体である公益科学センターの食品安全プログラムに関わっている弁護士セーラ・クラインである。栄養学者アンディ・ベラッティはLFTBを「フードシステムの破たんを示す多くの兆候の一つ」と呼んだ。食糧政策に関する著作があるトム・ラスカウィは、水酸化アンモニウムはアメリカの食肉生産工業で一般的に添加されている多くの化学物質の一つにすぎないことを指摘した。
このときABCによって報道されたのが、アメリカのスーパーマーケットで売られる牛挽肉の70%にLFTBが添加されていることと、農務省がLFTBを肉とみなしていることである。農務省はLFTBが安全であり、長年にわたって消費者製品に添加されてきたという声明を発表した。農務省の食品安全担当次官エリザベス・A・ヘイゲンは「LFTBの生産プロセスは安全であり、非常に長い期間使われてきた。牛挽肉にLFTBを添加してもまったく消費者に危険はない」と発言した。

### 業界の反応
食肉製品製造者ビーフプロダクツ社と複数の食肉産業団体は一般の不安に応えて、LFTBは加工処理を経たとは言え「赤身肉」にほかならず、約20年前に食肉処理施設に新技術が導入されるまで捨てられていた部位であるに過ぎないと発言した。また水酸化アンモニウムへの懸念に対しては、抗菌剤としての利用は食品医薬品局から認可されていることを指摘した。水酸化アンモニウム処理は食品医薬品局のGRAS（安全と認められる）リストに挙げられており、プディングやパン・焼き菓子類など多くの食品の製造工程で同じように使われている。

### 消費者の反応
米国の食品製造業者のいくつかは製品にLFTBを使用していないことを明らかにした。その中にはコーンアグラ・フード、セーラ・リー、クラフトフーヅなどがある。食肉小売業者の多くはLFTBを使用しないか、使用している場合も将来的に廃止していく立場を表明した。
LFTB問題が表面化すると、ファストフード・チェーンの多くは使用を取りやめたり、以前から使用していなかったことを公表した。地方紙『コンコード・モニター』は2012年4月に、LFTBに消費者の懸念が向けられた結果、LFTBが使用されている恐れの少ない地元の小店舗の売り上げ増につながったと報じた。
2012年3月25日、ビーフプロダクツは危機プランニングの一環として、4か所の工場のうち3か所の操業を停止すると発表した。これら3か所によるLFTBの生産量は合計で日産400トンほどだった。ビーフプロダクツの発表によれば、同社はほぼ一度の週末だけで72件の取引先を失った。LFTBの生産量は週当たり2000トン強から最低で5分の1に減少したという。ビーフプロダクツはカンザス州ガーデンシティなどの工場3か所を同年5月25日から閉鎖し、4億ドルの売上を失うとともに700人を一時解雇した。2013年の生産量は約900トンにまで落ち込んだ。カーギルもまたLFTBの生産量を大幅に減らし、2012年4月には「増量剤の利用が社会から認められなければ、バーベキューシーズンにハンバーガー価格の向上を招くかもしれない」と警告した。カーギル・ビーフ社長によれば、2012年中にLFTBの売上は「一夜にして」80%減少した。カーギルはカリフォルニア州ヴァーノンにおける生産を停止し、50名を一時解雇した。その他の工場でも生産調整が行われ、そのうちテキサス州プレインヴューの牛肉処理工場では2000人が一時解雇された。
アメリカの三大チェーンを含む多くのグロサリーストアやスーパーマーケットは、2012年3月中にLFTBを添加した製品の販売をやめると発表した。
2012年4月、カーギルとタイソンは農務省に対し、挽肉製品のラベルにLFTB含有の事実を表示する認可を求めた。農務省はそれまでLFTBを牛肉と区別しない立場を取っていたため、ラベル表示は要求されていなかった。ビーフプロダクツもこれに同調し、ラベル表示が消費者の信頼を取り戻すための第一歩だとスポークスパーソンを通じて発言した。
農務省は学区に対し、挽肉の購入の際にLFTB添加の有無に関する選択権を与えると告知した。多くの学区は給食からLFTB添加挽肉を排除することを発表した。2012年6月には、全米50州のうち47州が2012—2013年度の給食プログラムでLFTB添加製品を使用しない決定を下した。サウスダコタ、ネブラスカ、アイオワ各州の教育省は継続使用を選んだ。
2012年4月2日、ユカイパ・カンパニー傘下の挽肉製造業者でLFTBを生産していたAFAフーズが会社更生法を申請して破産し、「現下のマスコミ報道」が「挽肉製品の需要を全般的に激減させた」という言葉を残した。その翌日、シカゴ・マーカンタイル取引所におけるアメリカ国内の肉牛先物取引は3.5か月ぶりの低値を示し、その原因の一つに「ピンクスライム」問題が挙げられた。家畜トレーダーは「そのせいで需要が落ち込んだ。生牛相場は長期的には強気だが、短期的には間違いなく悪影響だ」と発言した。

### 行政の反応
ビーフプロダクツ社の工場が4か所中3か所まで操業を停止すると、アイオワ州知事テリー・ブランスタッドは報道関係者や他州の知事を招いて、ネブラスカ州サウス・スー・シティで操業を続けている同社の工場を視察するツアーを行った。ビーフプロダクツの創業者一族は数々の候補者に対して政治献金を行っており、ブランスタッドも2010年に献金を受けていた。ブランスタッドはABCニュースに対し、ツアーの企画に政治献金の影響はないと語っている。テキサス州知事リック・ペリー、ネブラスカ州副知事リック・シーヒー、カンザス州知事サム・ブラウンバック、サウスダコタ州副知事マット・マイケルスらは、彼らが言うところの「消費者の間に無意味なパニックを」引き起こしている「不正確な情報」を打ち消すためツアーに帯同した。このパブリシティは "Dude, it's beef!"（「なんだ、ビーフじゃないか！」）というスローガンのもとで行われた。プレスツアーに参加した記者はビーフプロダクツ従業員への質問を許されなかった。2012年3月28日、ブランスタッドは以下のように発言した。「問題はこういうことだ。LFTBを市場から追い出したとして、我々が得るのは高脂肪の挽肉だけで、コストがかさむ上に国の肥満問題がさらに悪化することになる」ブランスタッドはまた、アイオワ州の公立学校にLFTB添加挽肉の使用を続けるよう勧めるつもりだと発言した。
2012年3月22日、メイン州選出の下院議員シェリー・ピングリーを筆頭とする民主党の連邦議会議員41人は、農務省のトップである農務長官トム・ヴィルサックへの書簡で「学校給食プログラムを2層式にして、裕福ではないコミュニティに属する子供にこのような低質なドロドロをあてがうのは間違っている」と述べ、公立学校の給食からLFTBを全廃するよう訴えた。モンタナ州選出の上院議員ジョン・テスターも、2012年3月に発行したプレスリリースにおいてヴィルサックに対して「ピンクスライム」を学校給食から除いて「高品質のモンタナ・ビーフ」に替えるよう促した。テスターは、学校が地元産の食品を購入する選択肢を広げるため、近くに立案される農業法案に学校が農務省助成金をより柔軟に利用できるような条項を付け加える計画だと発言した。

### 学校給食
LFTBに反対する世論の形成には、ウェブサイトChange.org上で25万人以上の署名を集めた、学校給食におけるLFTB使用を禁止せよという請願活動も大きかったと見られている。この請願が開設されてから1週間ほどで、農務省は2012年秋からLFTB添加挽肉を使用するかどうかの選択権を学区に与える意向を示した。CBSニュースはシカゴ・パブリック・スクールズ学区の給食でそれまで「ピンクスライム」が使用されてきた可能性を報じた。
学区によっては独自に業者から食料を調達する場合もあるが、多くの学区は成分の詳細を知らないまま農務省から直接牛肉を購入していた。農務省は2012年度に約3000トンの低脂肪牛肉トリミングを購入し、国立学校の給食プログラムに充てる計画だった。農務省のスポークスパーソンであるマイク・ジャーヴィスは、前年度に全米で購入された学校給食プログラム用牛肉約5万3千トンのうちLFTBが6%を占めていたと発言した。カリフォルニア教育省が公表したデータでは、2010—2011年度にカリフォルニアの学校で提供された牛肉の90%にLFTBが添加された可能性があり、正確な添加量は不明である。農務省の見積もりによれば、LFTB添加によって挽肉のコストはおよそ3%引き下げられる。

### ビーフプロダクツ訴訟
2012年9月13日、ビーフプロダクツ社は12億ドルの支払いを求めてABCニュースと記者（ダイアン・ソイヤー、ジム・アヴィラ、デイヴィッド・カーリーほか）を訴えたことを発表した。ABCニュースの連続番組はLFTBを貶めるための「計画的な情報操作キャンペーン」とされ、その中でABCは「200件近い虚偽の主張、もしくは誤解を招く主張、あるいは中傷的な主張を絶え間なく繰り返し」、それによって「製品と食品への誹謗、および取引関係への不法な妨害行為」を行ったと申し立てられた。
ABCニュースはビーフプロダクツの申し立てを否定し、無意味な訴訟だと述べた。ABCニュースはこの事件をサウスダコタ州立裁判所から連邦裁判所へ移管しようと試みたが、2013年6月に連邦裁判所判事の一人によって州立裁判所に差し戻された。2014年3月27日、サウスダコタ州立裁判所のシェリル・ゲリング判事はABCによる訴訟却下の申請をはねつけ、名誉毀損訴訟の手続きを進めた。ダイアン・ソイヤーによる略式判決の申請は認められ、ソイヤーは審理から外された。
公判は2017年6月5日から、このために改築されたサウスダコタ州エルクポイントの裁判所で行われた。ビーフプロダクツは公人 (public figure) と裁定されたため、名誉毀損が認められるには現実的悪意が立証される必要があった。ABC側代理人はWilliams & Connolly、ビーフプロダクツ側代理人はWinston & Strawnであった。サウスダコタ州では食品誹謗法が制定されているため、原告勝訴の評決が下った場合には3倍の57億ドルまでの賠償金が課せられる可能性があった。
公判期間は8週間と見積もられていたが、開始から3週間ほど経った2017年6月28日にABCとビーフプロダクツの間で示談が成立して裁判は終了した。合意の条件は開示されなかった。ABCの親会社ウォルト・ディズニー・カンパニーの収益報告によると、支払額は最低でも1億7700万ドルと見られる。

## その後の使用状況
2012年3月時点でアメリカに流通する牛挽肉の70%にLFTBが添加されていたが、1年後の2013年3月に食肉産業の関係者はこの数字が5%に低下したと見積もった。この大幅な減少は2012年3月に始まった過熱報道によるところが大きい。小売業大手のクローガーとスーパーヴァリューはLFTBの使用を取りやめた。
カーギルは2014年から "Contains Finely Textured Beef"（細片化牛肉含有）というラベル表示を行い始めた。2012年から2014年までに牛肉の小売価格が27%上昇すると、「小売業者はハンバーガー肉に安価なトリミングを加えようと目論み、食肉加工業者はLFTBの添加が可能な製品を模索した」ためLFTBの生産量が上昇した。カーギル経営陣は売り上げが3倍に増加して騒動前の水準に近づいたと発表した。ビーフプロダクツは2012年3月の経営危機以来、小売業者や農務省に製品を卸している食肉加工業者・ビーフパティ製造業者を中心に取引相手を40社増やした。ビーフプロダクツは製品にラベル表示を行っていない。

## 規制

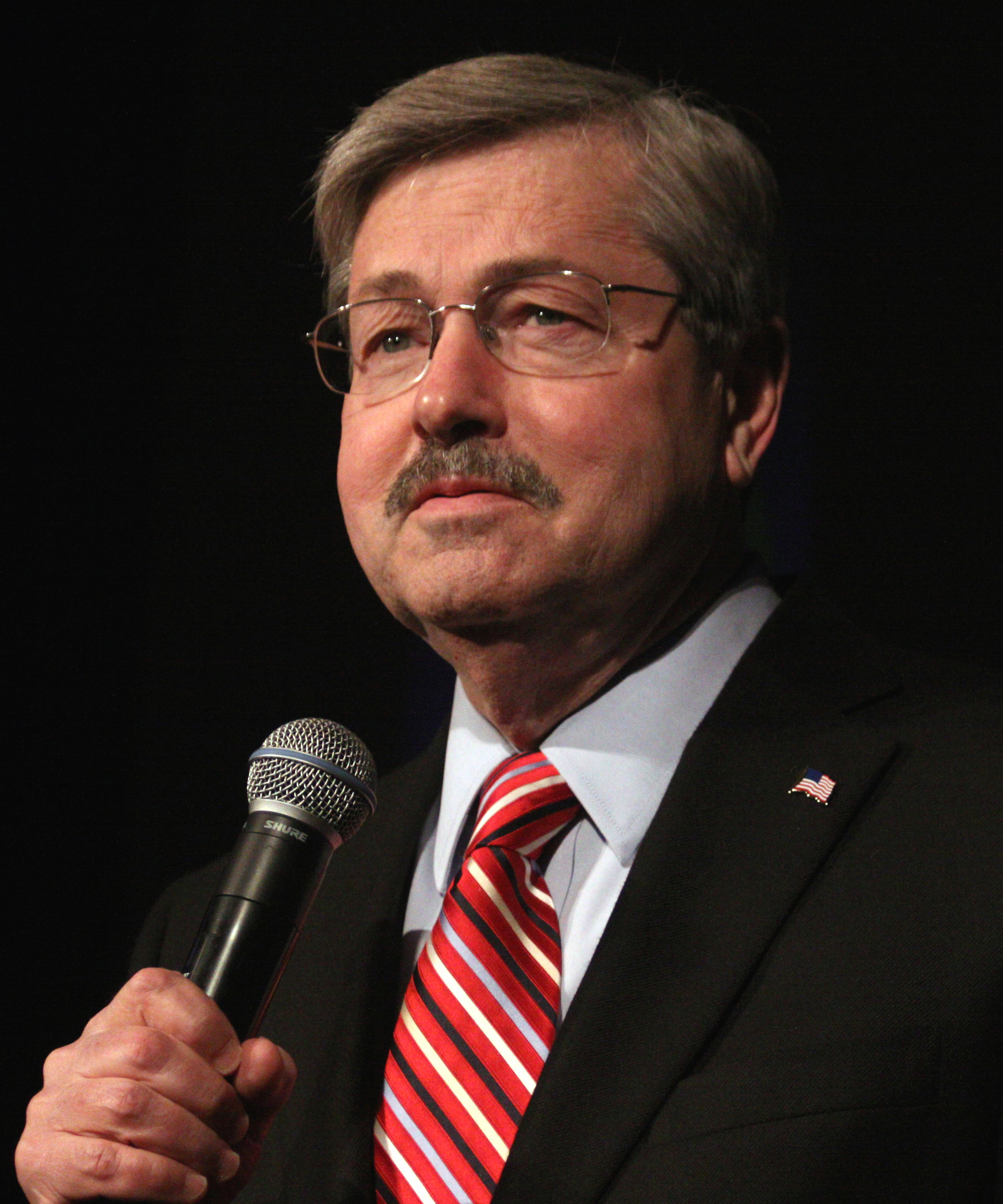
LFTB支持派の一人、アイオワ州知事テリー・ブランスタッド。

アメリカでLFTBが消費者に直接販売されることはない。牛挽肉への添加は15%までであればラベルに表示する必要はない。牛肉以外の肉（鶏挽肉など）に添加されることはないが、挽肉以外の牛肉加工品への添加は行われている。
製造に水酸化アンモニウムが関与するため、ビーフプロダクツ製のLFTBはカナダで認可されていない。カナダ保健省はカナダ内での挽肉や食肉の製造にアンモニアの使用を認めておらず、カナダ食品・医薬品法によって輸入肉製品にもカナダ産と同じ要求基準が課される。しかし、消毒にクエン酸を使用するカーギル製のLFTBは、カナダにおいても適切な条件の下で挽肉への添加が許可されており、区分としても挽肉と認められる。
LFTBは欧州連合においても食品への利用が禁じられている 。
日本はBSE問題との関連で2003年から米国産牛肉の輸入を停止しており、2005年の輸入再開でも牛挽肉や牛肉加工品は対象外とされた。そのため、米国で「ピンクスライム」報道が過熱した2012年には日本にLFTB添加製品は輸入されていなかったと見られる。その後、2013年には牛挽肉、2015年には牛肉加工品の輸入が可能となった。
日本では水酸化アンモニウムは未指定添加物であり、国内での使用や輸入は許可されていないが、アンモニアについては加工助剤としてラベル表示なしで用いることが可能である。しかし、消費生活コンサルタントの森田満樹によれば、日本国内での食肉生産にアンモニアは一般的には使用されてはいない。

## 一般社会の認識
LFTBの摂取による食中毒事件はこれまで報告されていないが、その原料や製造法から健康リスクに対する懸念が持たれている。LFTBに関する報道が盛んに行われた結果、消費者は挽肉添加物としての利用をほとんど許容しなくなった。
2012年4月4日、レストランチェーンレッド・ロビンの依頼によりハリス・インタラクティブが行った調査が公開された。それによるとアメリカ人成人の88%が「ピンクスライム」問題を知っており、そのうち「ある程度」以上に心配していると回答したのは76%、「非常に」心配しているのは30%だった。また「ピンクスライム」を知っている回答者の53%は、購入・消費する挽肉について調べたり、挽肉の消費を減らすなどの対策を行っていた。
一方では、実際の健康リスク以上に「ピンクスライム」という名のイメージが不安を招いているという指摘もあり、メディアが一般の嫌悪感に訴えたため食品産業に対する建設的な批判や理解増進につながらなかったという見解を持つ専門家もいた。アメリカの食品産業に関するコンサルタントの吉田隆夫は、食品安全の基準が「科学的なデータに基づいた安全性ではなく、これまで以上に主観的な判断に基づいた安心を考える方向に強くシフトしているのではないか」と述べた。

## 法制化
「ピンクスライム」の禁止、もしくはラベル表示の義務化を要求する消費者団体もあったが、当時のビーフプロダクツのスポークスパーソンはラベル記載の見直しは必要ないと発言した。「何を表示すればいいのでしょうか？ 100%牛肉ですよ。何を書けというんですか？ 牛肉としか言いようがありません。100%牛肉なんですから」
全米消費者連盟を始め、消費者団体の中にはLFTBに対する拒否感に警鐘を鳴らしたものもあった。特に、マスコミが広めた深刻な誤情報によってビーフプロダクツの売上が失われ、工場の閉鎖にまで至ったことは問題視された。同様にアメリカ消費者連盟は工場の閉鎖が「残念な出来事」だと述べ、LFTBの代わりに「それと同等の安全性が保障されていない代替物」が挽肉に添加される可能性を憂慮した。
アメリカの消費者は挽肉にLFTB添加が表示されておらず、十分な情報をもって意志決定ができないことに懸念を示してきた。ニュージャージー州選出の上院議員ロバート・メネンデスはこれに対処するため、スーパーマーケットで販売される牛挽肉に関するガイドラインを制定して表示を義務化するよう農務省に訴えた。

## その他の用法
インターネットの普及に押されるなどして、地方紙の廃刊が相次いでいる。これによって「地元住民が地域を知る術が乏しくなり、監視が弱くなった地方行政・議会で汚職などが増加する」という弊害が指摘されている。一応ウェブメディアが一部を代替しているが、同時に「地方紙のように見せかけてジャーナリズムを装った質の低い記事を垂れ流すようなウェブメディアの出現」が問題視されている。こうしたウェブメディアは「ピンクスライム・ジャーナリズム」と呼ばれている。